# Lymfeknudekræft
Lymfeknudekræft er en kræftsygdom i lymfeknudernes celler. Det drejer sig om de hvide blodlegemer B- og T-lymfocytter.
Der findes to hovedformer for lymfeknudekræft:

## Hodgkin lymfom
Hodgkin lymfom optræder i ca. 125 nye tilfælde årligt i Danmark. Årsagen er ukendt.
Over 80% bliver helbredt for Hodgkin lymfom. Den ambulante behandling består af kemoterapi og strålebehandling.

## Non-Hodgkin lymfom
Non-Hodgkin lymfom opstår hos ca. 900 personer årligt i Danmark. Årsagen er ukendt.
Behandlingen består af kemoterapi, strålebehandling og antistoffer.